# Henning Schulz

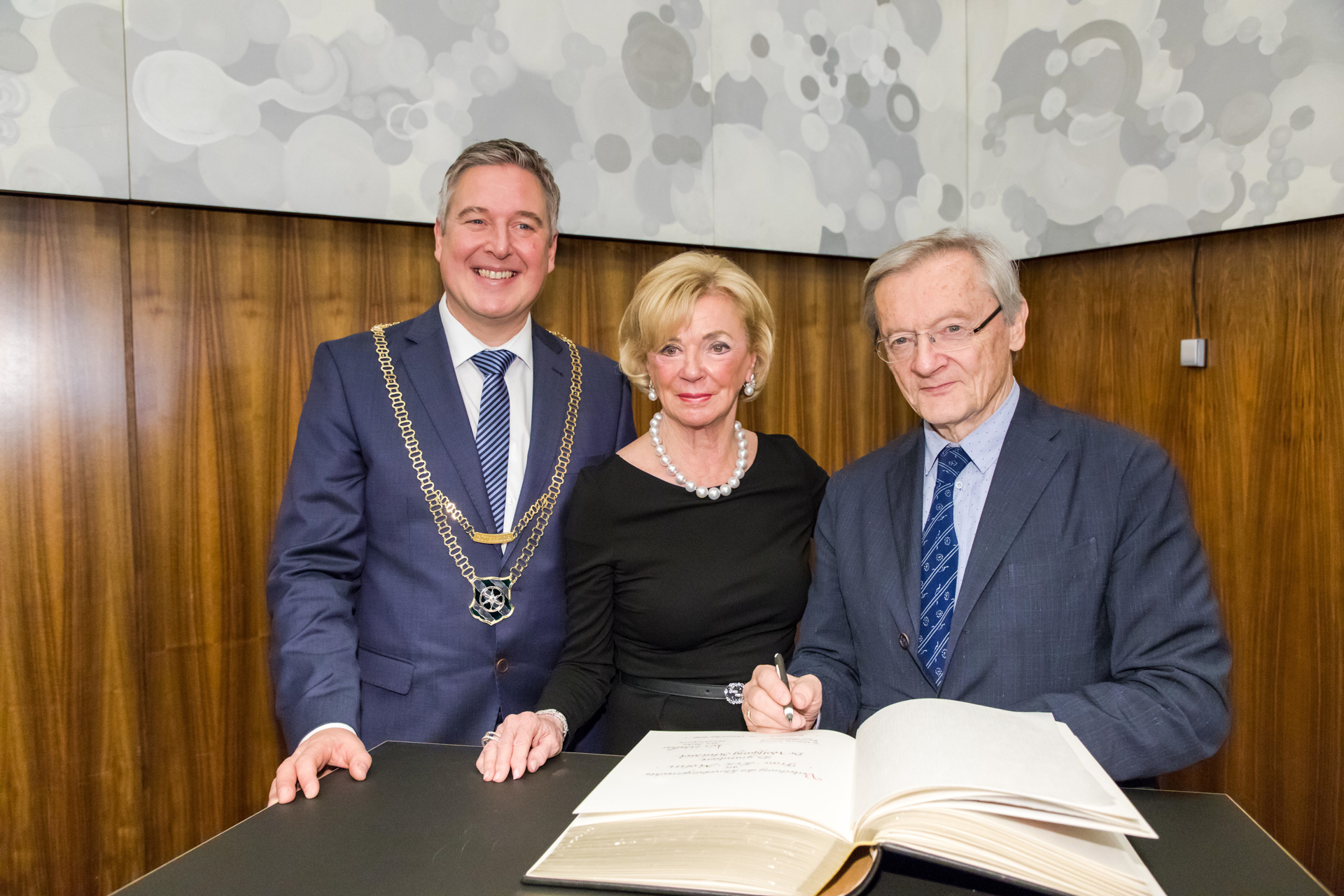
Henning Schulz mit Liz Mohn und Wolfgang Schüssel, 2016

Henning Schulz (* 16. Oktober 1972 in Bielefeld) ist ein deutscher Politiker (CDU). Er war von 2015 bis 2020 Bürgermeister der nordrhein-westfälischen Kreisstadt Gütersloh.

## Leben
Henning Schulz wuchs in Brockhagen auf und besuchte die Realschule und das Kreisgymnasium in Halle (Westf.) Nach einer Maurerlehre in Halle (Westf.) studierte er von 1994 bis 2000 an der Gottfried Wilhelm Leibniz Universität Hannover mit Auslandsjahr an der London South Bank University (1998 bis 1999) Architektur. Als Architekt arbeitete er in Berlin. In Vorbereitung für den höheren technischen Verwaltungsdienst absolvierte er ein Hochbaureferendariat bei der Europäischen Union in Brüssel und bei der Bundesregierung. Danach war er Projektleiter für Bundesbauten in Berlin und von 2008 bis 2013 Leiter des Hochbauamtes der Stadt Peine. Von 2013 bis 2015 war er in Gütersloh Stadtbaurat.
Henning Schulz ist verheiratet und hat zwei Kinder.

## Bürgermeisteramt
Im September 2015 wurde er als Nachfolger der langjährigen Bürgermeisterin Maria Unger (SPD), die in den Ruhestand ging, als Bürgermeister von Gütersloh gewählt. Bei der Bürgermeisterwahl am 13. September erhielt er 45,19 Prozent der gültigen Stimmen, bei der notwendigen Stichwahl am 27. September 61,92 Prozent der gültigen Stimmen.
Bei der Bürgermeisterwahl im September 2020 erlangte er im ersten Wahlgang 36,13 Prozent der Stimmen. In der Stichwahl verlor er mit 42,14 Prozent der Stimmen gegen Norbert Morkes vom Verein BfGT (Bürger für Gütersloh), der 57,86 Prozent der Stimmen auf sich vereinen konnte. Somit endete seine Amtszeit am 1. November 2020.